# Louis Riedel (Admiral)

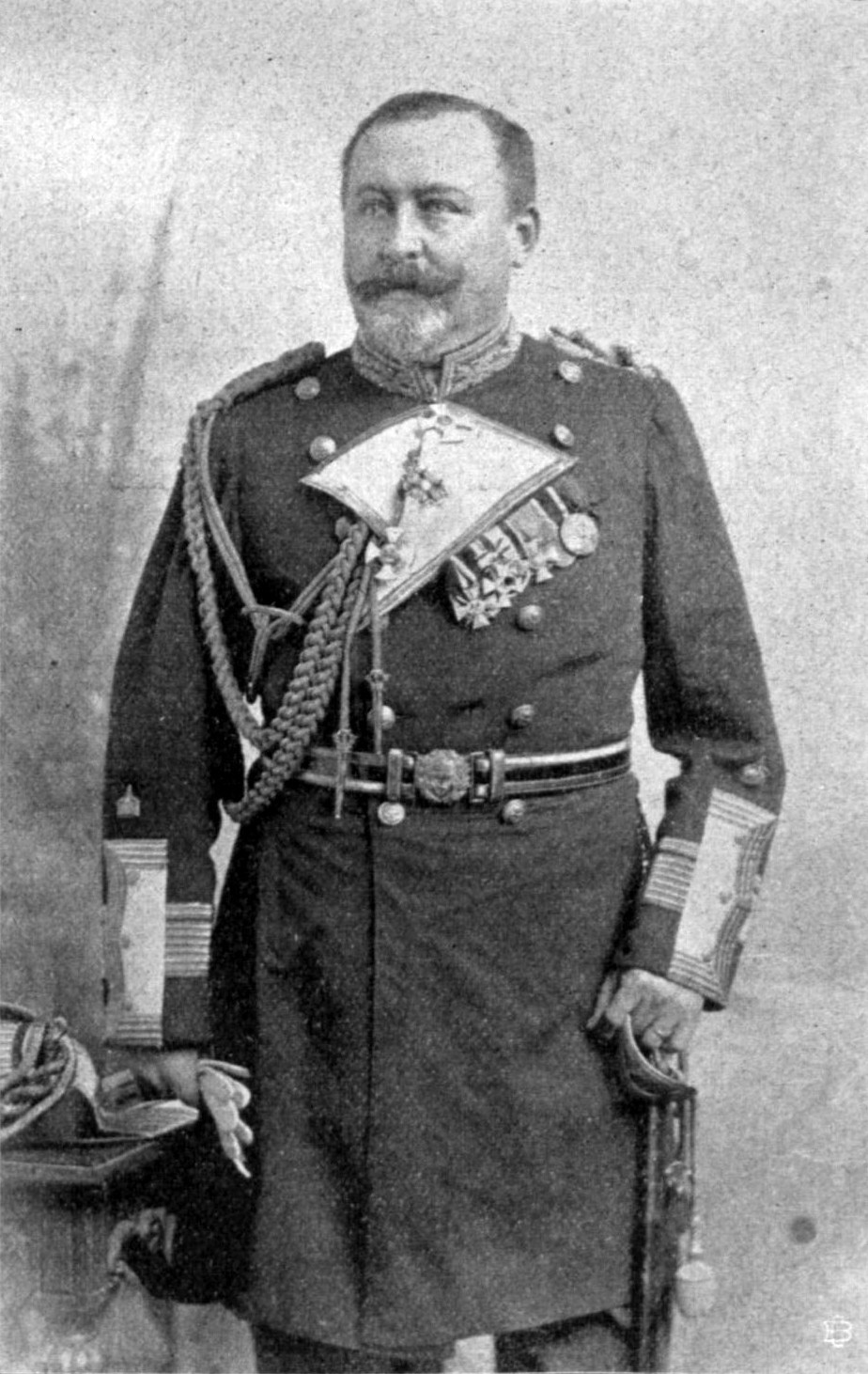
Konteradmiral a. D. Riedel

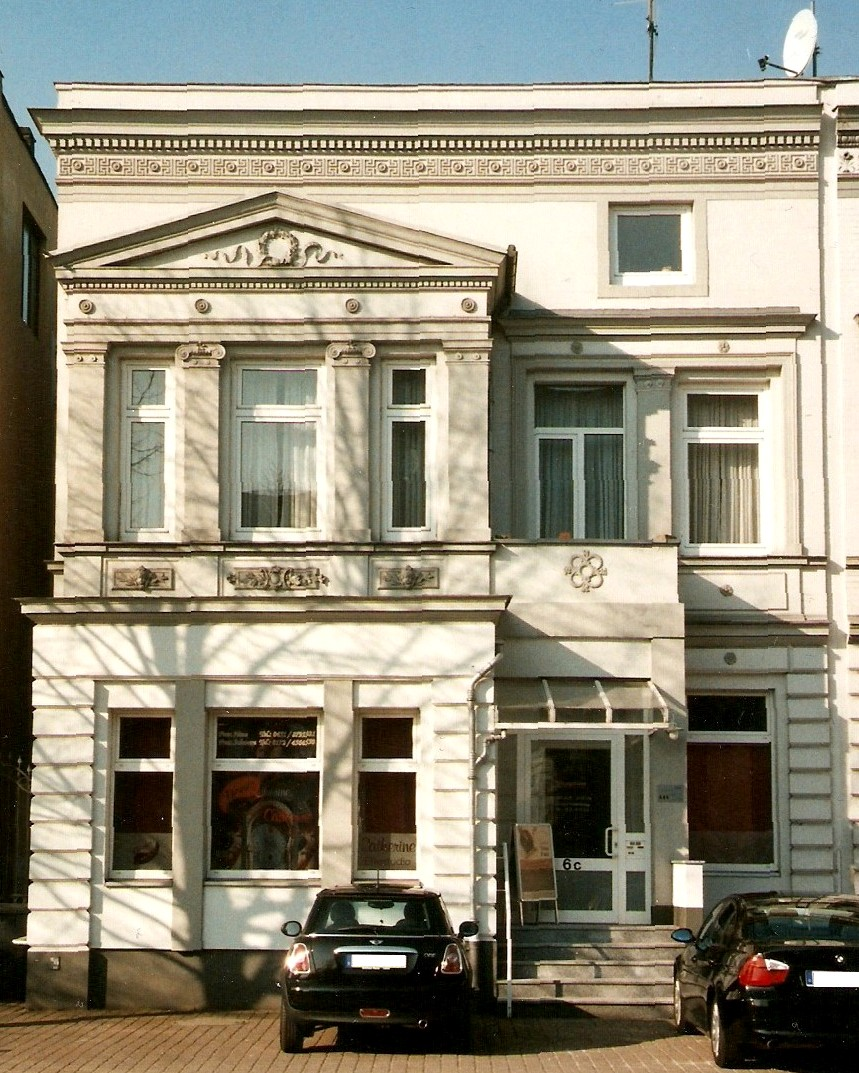
Ehemaliger Wohnsitz in Lübeck

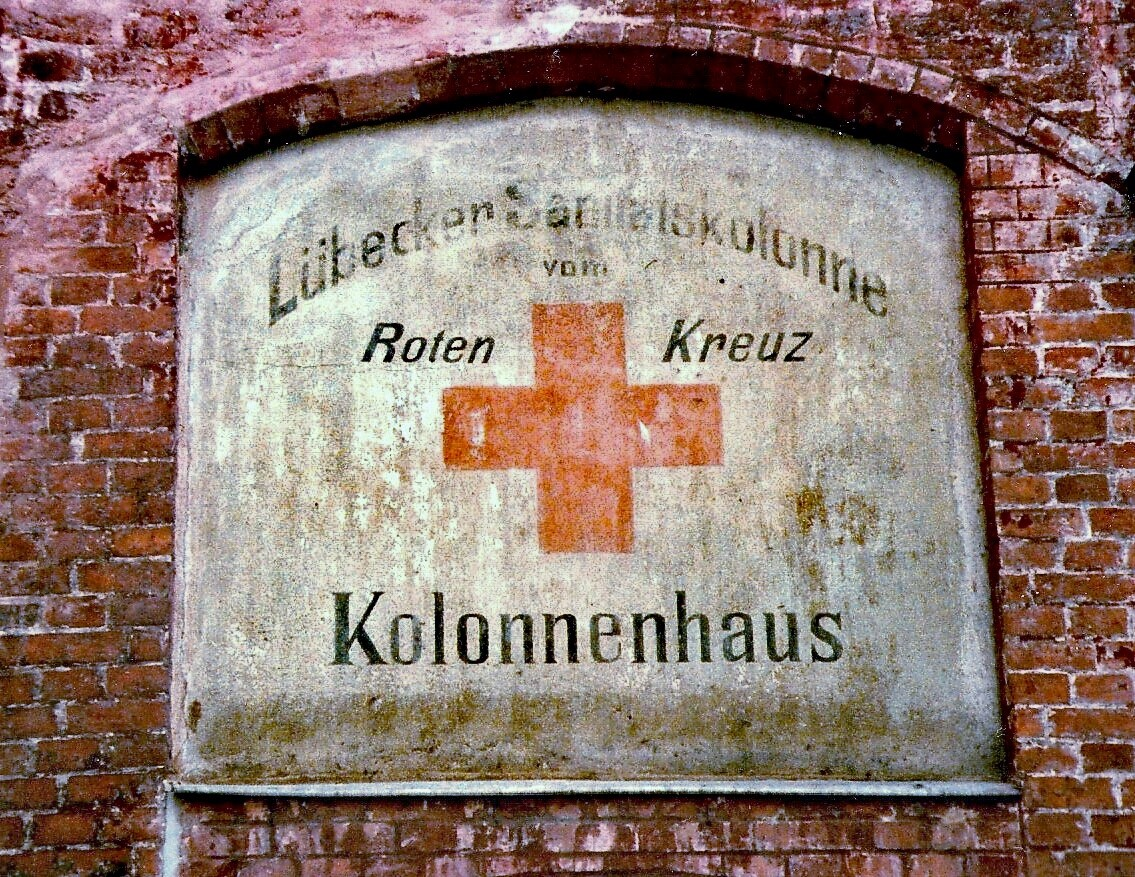
Lübecker Sanitätskolonne

Louis Emil Georg Riedel (* 12. Dezember 1849 in Berlin; † 10. März 1907 in Lübeck) war deutscher Marineoffizier, zuletzt Konteradmiral.

## Leben
Louis Riedel wurde als Sohn des Geheimen Sanitätsrats und Bezirksphysikus Th. Riedel geboren. Er besuchte von 1856 bis 1861 die Knabenschule Wilhelm Wieprechts sowie von 1861 bis 1867 das König-Wilhelm-Gymnasium in Berlin, wo er sein Abitur ablegte. Am 15. April 1867 erfolgte sein Eintritt als Kadett in die Marine. Er absolvierte seine Grundausbildung auf der Segelfregatte Gefion und wurde danach bis zum Besuch der Marineschule auf der Segelfregatte Niobe, den Glattdeckskorvetten Augusta und Victoria sowie bei der Stammdivision der Ostseeflotte weiter ausgebildet. Nach dem erfolgreichen Besuch der Marineschule diente Riedel bei der Stammdivision der Ostsee bzw. der I. Matrosen-Division sowie als Wachoffizier auf der Brigg Musquito. Als Unterleutnant zur See (seit 16. Dezember 1871) und Kompanieoffizier versetzte man ihn ab dem 11. Oktober 1872 für ein halbes Jahr zur Schiffsjungenabteilung. Danach war er Wachoffizier auf der Brigg Rover, bevor er ab 5. Oktober 1874 die Marineakademie besuchte und dort den I. und II. Coetus absolvierte. Zwischen den Ausbildungsblöcken wurde Riedel, der am 16. Januar 1875 zum Leutnant zur See befördert worden war, vom 19. Mai bis 4. November 1875 als Wachoffizier auf der Panzerkorvette Hansa eingesetzt.
Vom 1. Oktober 1880 bis zum 3. Oktober 1884 war Kapitänleutnant (seit 17. Dezember 1878) Riedel Lehrer an der Marineakademie. Einer seiner Schüler war Prinz Heinrich. 1884 nahm Riedel an dem Landungsgefecht in Kamerun sowie 1888/89 an der Ostküste Afrikas teil. Als Erster Offizier auf der Olga führte er die Landungstruppen gegen Kamerun. Vom 1. Oktober 1886 bis zum 30. September 1888 war Riedel nochmals Lehrer an der Marineakademie. Er trat dann auf dem Aviso Pfeil die Ausreise nach Daressalam an und erhielt dort das Kommando über das Kanonenboot Möwe. Mit diesem Schiff war Riedel an der Verteidigung der Station und Mission von Daressalam, der Beschießung und Niederbrennung von Saalam, sowie der Einnahme Tangas am 10. Juli 1889 beteiligt. Am 2. November 1889 wurde Riedel von diesem Posten abberufen und in der Heimat zum Abteilungskommandeur in der II. Matrosen-Division ernannt. Vom 1. Mai bis zum 25. September 1891 war Riedel Kommandant des Avisos Zieten, erhielt anschließend das Kommando über das Küstenpanzerschiff Siegfried und danach am 1. April 1892 über das Schiffsjungenschulschiff Nixe. Dort erfolgt am 24. Oktober 1892 seine Beförderung zum Kapitän zur See. Klimabedingt zog er sich eine schwere Krankheit zu, die ihn dazu zwang, seinen Abschied einzureichen. Er wurde daher vom 1. April bis 14. Mai 1894 zur Verfügung des Chefs der Marinestation der Nordsee gestellt.
Per Kabinettsorder vom 14. Mai 1894 wurde er unter Genehmigung seines Gesuches zur Disposition gestellt und als Präses der Schiffsbesichtigungskommission der Marinestation der Nordsee weiter verwendet. Von dieser Stellung wurde Riedel unter Verleihung des Charakters als Konteradmiral verabschiedet und am 6. April 1901 endgültig in den Ruhestand versetzt.
Nach seiner Verabschiedung nahm er seinen Wohnsitz in Lübeck. Er war Mitglied der Ortsgruppe Lübeck des Deutschen Flottenvereins und Ehrenmitglied des Marine-Vereins. Er wirkte mehrere Jahre im Vaterländischen Frauenverein des Roten Kreuzes und war mehrere Jahre Vorsitzender der Lübecker Sanitätskolonnen vom Roten Kreuz. Er widmete sich der Organisation und Ausbildung der Genossenschaft freiwilliger Krankenpfleger im Kriege. In Anerkennung seines uneigennützigen Wirkens wurde ihm wenige Wochen vor seinem Ableben die Medaille des Roten Kreuzes verliehen. Seine als Offizier der Kaiserlichen Marine in Afrika im Zusammentreffen mit diversen Volksstämmen erworbenen Kenntnisse stellte er dem Lübecker Museum für Völkerkunde zur Verfügung.
Am 13. März wurde Riedel auf dem Lübecker Gottesacker beigesetzt.

## Auszeichnungen
- Kriegsdenkmünze 1870/71[2]
- Preußisches Dienstauszeichnungskreuz[2]
- Roter Adlerorden III. Klasse mit Schleife und Schwertern am Ringe[2]
- Kronenorden II. Klasse[2]
- Sankt-Stanislaus-Orden II. Klasse[2]
- Komtur des Ordens der Krone von Italien[2]
- Rote Kreuz-Medaille[1]